# Gelons
Els gelons (en llatí: geloni, en grec antic Γελωνοί) eren un poble emparentat amb els budins segons Heròdot. Diu que eren un poble poderós, i que tenien els ulls blaus i el pel rogenc. Vivien a Sarmàcia al nord de la mar d'Azov.
Al seu territori hi havia una ciutat de fusta que portava per nom Gelonos, i segons Heròdot, cada un dels costats del seu perímetre defensiu mesurava trenta estadis, una xifra sens dubte exagerada. Les cases i els temples eren també de fusta, perquè en aquesta ciutat hi havia santuaris consagrats als déus grecs, construïts segons models grecs, amb imatges i altars de fusta. Cada dos anys celebraven festes en honor de Dionís, i ritus dionisíacs, ja que resulta que els gelons eren grecs que es van veure obligats a abandonar les seves seus comercials i es van establir entre els budins, explica Heròdot, que afegeix que parlaven una llengua que barrejava el grec i l'escita. Actualment se'ls considera un poble escita.